# Washington Lions
Washington Lions byl profesionální americký klub ledního hokeje, který sídlil ve Washingtonu, D.C. Mužstvo působilo v American Hockey League a Eastern Hockey League. Své domácí zápasy hráli v tamní aréně Uline Arena. Klub hrál v soutěži American Hockey League celkem čtyři sezóny v letech 1941–1943 a 1947–1949. V roce 1957 byl klub prodán Washington Presidents.
Klub byl založen v roce 1941, který vystupoval od počátku v soutěži AHL. Po dvou sezónách, se zúčastnil playoff 1941/42, dvakrát vyhrál a čtyřikrát prohrál nad týmem Cleveland Barons, poražen byl v prvním kole. Klub pozastavil činnost z důvodů druhé světové války. V letech 1944–1947 hrál v soutěži EHL. Před sezónou 1947/48 se vrátil do ligy American Hockey League. V lize setrvali do sezony 1948/49. Po sezóně 1948/49 byl tým přemístěn do Cincinnati v Ohio celku Cincinnati Mohawks. V letech 1951–1953 a 1954–1957 se Washington Lions vrátil zpátky do ligy EHL. V roce 1957 byl klub prodán Washington Presidents.

## Výsledky

### Základní část
Zdroj: 
| Sezona  | Zápasy | Výhry | Prohry | Remíza | Body | Góly vstřelené | Góly inkasované | Umístění v divizi |
| ------- | ------ | ----- | ------ | ------ | ---- | -------------- | --------------- | ----------------- |
| 1941–42 | 56     | 20    | 30     | 6      | 46   | 160            | 172             | 3, ve východní    |
| 1942–43 | 56     | 14    | 34     | 8      | 36   | 184            | 272             | 3, ve východní    |
|         |        |       |        |        |      |                |                 |                   |
| 1947–48 | 68     | 17    | 45     | 6      | 40   | 241            | 369             | 6, ve východní    |
| 1948–49 | 68     | 11    | 53     | 4      | 26   | 179            | 401             | 6, ve východní    |

### Play-off
Zdroj: 
| 1941–42 | porážka, 0–2, Cleveland    | —                          | —                          |  |  |  |  |  |
| 1942–43 | mužstvo se nekvalifikovalo | mužstvo se nekvalifikovalo | mužstvo se nekvalifikovalo |  |  |  |  |  |
|         |                            |                            |                            |  |  |  |  |  |
| 1947–48 | mužstvo se nekvalifikovalo | mužstvo se nekvalifikovalo | mužstvo se nekvalifikovalo |  |  |  |  |  |
| 1948–49 | mužstvo se nekvalifikovalo | mužstvo se nekvalifikovalo | mužstvo se nekvalifikovalo |  |  |  |  |  |

## Klubové rekordy

### Celkové
Odehrané zápasy: 131, Edward Foley
Góly: 37, Louis Trudel
Asistence: 46, Wendell Jamieson
Body: 67, Ken Schultz
Trestné minuty: 137, Phillip Vitale